# 더 멜로디
더 멜로디(The Melody)는 대한민국의 3인조 혼성 음악 그룹이다. 2006년 10월, TV CF 덴마크 드링킹 요구르트의 싱글앨범 《Paradise》로 데뷔했으며 《커피프린스 1호점》 OST에 참여해 유명해졌다. 히트곡으로는 Paradise, Love Box, Good bye 등이 있다.
 데뷔 당시부터는 키보드를 다루는 고운과 기타를 맡은 관영, 보컬 타루로 활동하다 2007년 관영의 탈퇴 후 드럼을 맡은이재규가 가입했다. 2008년 고운의 군입대로 사실상 해체했고, 타루는 솔로로 활발히 활동중이다.

## 구성원
- 고운 - 리더,건반
- 타루 - 보컬
- 이재규 - 드럼

## 음반 목록

### 정규 음반
- 2007년 1집 《The Melody》

### 비정규 음반
- 2006년 디지털 싱글 1집 《Paradise》
- 2006년 디지털 싱글 2집 《Love Box》

### 참여 앨범
- 2008년 사랑의 단상 Chapter.1 - With Or Without You You

-더멜로디-YOU